# Kastanjetaling
De kastanjetaling (Anas castanea) is een eend uit de familie van de Anatidae.

## Kenmerken
Het verschil tussen mannetjes en vrouwtjes is, net zoals bij de wilde eend, zeer gemakkelijk te zien aan hun kleurenpalet. Mannetjes hebben een groene kop en een felbruin lichaam, en vrouwtjes zijn veel grauwer gekleurd en gelijken sterk op de grijze witkeeltaling (Anas gracilis).

## Leefwijze
Zij zijn omnivoor en monogaam.

## Voortplanting
Ook na het broedseizoen blijven het mannetje en het vrouwtje bij elkaar.

## Verspreiding en leefgebied
Hij leeft in het zuiden van Australië en geldt er als beschermde diersoort. De eenden leven voornamelijk in estuaria, dicht bij de kust.